# 泰瑞·魏
泰瑞·魏（Terry Wey，1985年9月—）出生於瑞士首都伯恩，曾是維也納少年合唱團非常有名的主唱。

## 歷史
在一次欣賞完他最愛的威尔第的歌劇「Il Trovatore」後，年僅4歲的他就已經知道他未來的日子要做什麼了：一個歌劇的演唱者。他加入的第一個合唱團是當地的伯恩城兒童合唱團Berner Kinderchor。六歲的時候，就在伯恩一家劇院裡頭演出了和一些其他的音樂作品。
七歲的時候，他加入了Knabenchor Roggwil，在此時，他再奧地利東北的巴登地區演出了莫札特的「魔笛」，也是第一次的，他隨著這個表演團來到了義大利，和Neuchatelois交響樂團演唱了巴哈的「馬太受難曲」也在蘇黎士地區演唱了「Goetheanum」和「Tonhalle」。
在一次觀看了維也納少年合唱團的紀錄影片下，他參加了維也納少年合唱團的徵才，並且順利獲得進入預備團的許可。從1995年間到1998年，在該團裡他是「舒伯特團」的一員，他很快的就變成了獨唱。到最後，他甚至在四個團作世界巡迴演唱的時候都是擔任獨唱。
在離開WSK後，他錄了兩張私人的專輯"Born to sing" 和"O Holy Night"。他現在則是在「Musikgymnasium Vienna」攻讀鋼琴。
「我現在已經變聲了，所以我希望能夠轉行為一個男高音。我的志向是當一個歌唱家，但是我對作曲和指揮也是很有興趣的。」— Terry Wey

## 專輯
- Born to Sing
- O Holy Night
- L'or des Anges
- Soprano Alto Tenore

## 外部連結
- Sängerknaben!